# Entre la terre et le ciel
 (juillet 2025).
Pour plus de détails, voir Fiche technique et Distribution.
Entre la terre et le ciel est un court métrage français réalisé par Carlos Vilardebó, sorti en 1959.

## Synopsis
Un apprenti forgeron découvre son futur métier.

## Fiche technique
- Titre : Entre la terre et le ciel
- Réalisation : Carlos Vilardebó
- Scénario : Carlos Vilardebó et Jean-Paul Rappeneau
- Commentaire : Alain Cavalier
- Musique : Georges Delerue
- Société de production : La Grande Ourse
- Pays d'origine : France
- Format : Noir et blanc
- Durée : 22 min
- Date de sortie : 1959

## Distribution
- Alain Leber